# 9423 Abt
9423 Abt este un asteroid din centura principală de asteroizi.

## Descriere
9423 Abt este un asteroid din centura principală de asteroizi. A fost descoperit pe 12 ianuarie 1996 la Kitt Peak National Observatory în cadrul proiectului Spacewatch. El prezintă o orbită caracterizată de o semiaxă mare de 2,69 ua, o excentricitate de 0,10 și o înclinație de 8,8° în raport cu ecliptica.